# Хошань
Хоша́нь (кит. упр. 霍山, пиньинь Huòshān) — уезд городского округа Луань провинции Аньхой (КНР).

## История
Во времена империи Лян в 507 году были созданы область Хочжоу (霍州) и уезд Юэань (岳安县). В 548 году уезд Юэань был расформирован, а вместо него был создан уезд Аньчэн (安城县). После перехода этих мест в состав империи Северная Ци была ликвидирована область Хочжоу, а уезд вновь получил название Юэань.
Во времена империи Суй область Хочжоу была восстановлена вновь, а уезд Юэань был переименован в Хошань. Во времена империи Тан область Хочжоу была в 627 году ликвидирована, а входившие в её состав уезды — присоединены к уезду Хошань. Во времена правления императрицы У Цзэтянь уезд был в 697 году переименован в Учан (武昌县), но в 705 году ему было возвращено прежнее название. В 739 году уезд был переименован в Шэнтан (盛唐县), но в 742 году ему опять вернули название Хошань. Во времена империи Сун уезд был в 975 году присоединён к уезду Луань.
Во времена империи Мин в 1489 году уезд Хошань был создан вновь. Он вошёл в состав области Луань (六安州), которая сначала была подчинена властям Лучжоуской управы (庐州府), а во времена империи Цин в 1724 году была поднята в статусе до «непосредственно управляемой» (то есть, стала подчиняться напрямую властям провинции, минуя промежуточное звено в виде управы). После Синьхайской революции в Китае была проведена реформа структуры административного деления, и области с управами были упразднены.
В 1949 году был образован Специальный район Луань (六安专区), и уезд вошёл в его состав. В 1971 году Специальный район Луань был переименован в Округ Луань (六安地区). В 2000 году округ Луань был преобразован в городской округ Луань.

## Административное деление
Уезд делится на 13 посёлков и 3 волости.